# Бесак (Шарант)
Бесак (фр. Bessac) насеље је и општина у западној Француској у региону Поату-Шарант, у департману Шарант која припада префектури Ангулем.
По подацима из 2011. године у општини је живело 118 становника, а густина насељености је износила 11,18 становника/km². Општина се простире на површини од 10,55 km². Налази се на средњој надморској висини од 10 метара (максималној 162 m, а минималној 62 m).

## Демографија
| 1962. | 1968. | 1975. | 1982. | 1990. | 1999. | 2011. |
| ----- | ----- | ----- | ----- | ----- | ----- | ----- |
| 165   | 189   | 152   | 147   | 139   | 131   | 118   |

График промене броја становника у току последњих година